# بنة بشت (كيسكان)
بنة بشت (بالفارسية: بنه پشت) هي قرية تقع في إيران في قسم كيسكان الريفي. يقدر عدد سكانها بـ 191 نسمة بحسب إحصاء 2016.